# Salix donggouxianica
Salix donggouxianica är en videväxtart som beskrevs av C.F. Fang. Salix donggouxianica ingår i släktet viden, och familjen videväxter. Inga underarter finns listade i Catalogue of Life.